# Längslenkerachse

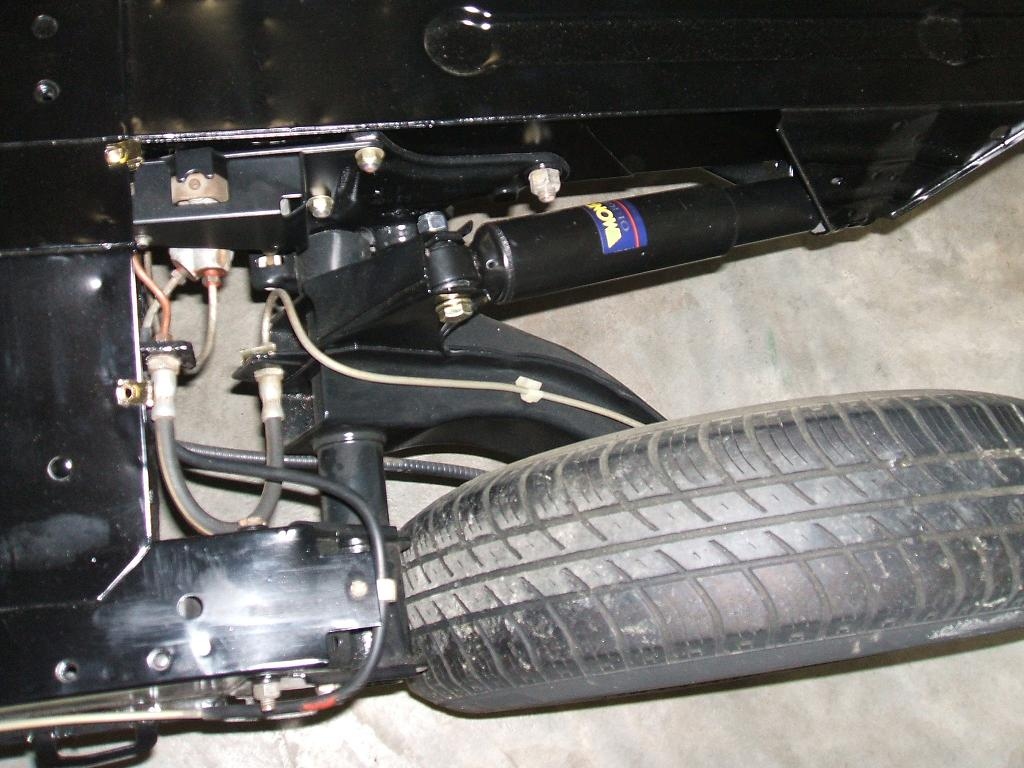
Renault 4: Längslenkerachse. Drehstabfederung, Dämpfer liegend

Die Längslenkerachse ist eine Einzelradaufhängung, bei der der Radträger unmittelbar durch ein Drehgelenk, d. h. ohne zusätzliche Lenker mit dem Aufbau verbunden ist. Die Achse des Drehgelenks verläuft in Querrichtung des Fahrzeugs. Ein Teil der Lagerung und der Radträger sind ein Bauteil, das als Längsarm oder auch Längsschwinge bezeichnet wird. Es muss biege- und torsionssteif ausgeführt sein. Der Radmittelpunkt und alle Teile, die mit dem Längsarm starr verbunden sind, bewegen sich auf Kreisbögen in einer Längsebene des Fahrzeugs.
Die Längslenkerachse wird hauptsächlich als Hinterachse bei Fahrzeugen mit Frontantrieb verwendet. Sie hat den Vorteil, dass der Bauraum zwischen den Rädern genutzt werden kann. Bei Drehstabfedern oder liegend eingebauten Feder- und Dämpferelementen sind sehr schmale Radkästen möglich (ohne Federbeindome). Zur Abkopplung von Schwingungen und Geräuschen ist der Längsarm häufig in einem Hilfsrahmen gelagert, der seinerseits durch Gummilager mit dem Aufbau verbunden ist.
Durch die Wahl des Anlenkpunkts werden Schrägfederung und Bremsnickausgleich festgelegt. An der Vorderachse sollte daher – und wegen des Nachlaufs, der beim Einfedern nicht kleiner werden sollte – der Anlenkpunkt hinter dem Rad liegen (geschobene Längsschwinge). Diese Anordnung wurde 1934 auch beim Adler Trumpf Junior an der Hinterachse gewählt, vermutlich aus Bauraumgründen und weil die dadurch sehr schlechte Bremsmomentenabstützung toleriert wurde.
Nachteile der Längslenkerachse sind das auf Höhe der Fahrbahn liegende Momentanzentrum, das eine Tendenz zu starker Seitenneigung nach außen in Kurven bewirkt und die damit einhergehende Sturzänderung (Wanksturz). Fahrdynamisch überwiegen die Nachteile, so dass die Längslenkerachse bei teureren Fahrzeugen nicht mehr verwendet wird. Bei Kurvenfahrt mit hoher Querbeschleunigung wird der Längsarm durch die Seitenführungskraft auf Biegung und Torsion beansprucht. Für PKW mit hohem Gewicht ist das Achskonzept daher nicht geeignet, da die Schwinge wegen der Steifigkeitsanforderungen unverhältnismäßig schwer und die Gelenkbelastungen zu groß würden.
Soll eine Längslenkerachse als Vorderachse verwendet werden, wird der Achsschenkel drehbar im Längsarm gelagert, wie beim Citroën 2CV, beim Einfedern erhöht sich dadurch der Nachlauf. Wird der Radträger beim Lenken um eine aufbaufeste Achse geschwenkt, entspricht dies der Radführung durch eine Kurzschwinge am Vorderrad des Motorrads. Dies ist als Dubonnet-Aufhängung bekannt und zum Beispiel 1935 im Fiat 1500 und im Opel Olympia realisiert. Dieses Prinzip findet sich auch bei den Vorderachsen der BMW Isetta, des BMW 600 und des BMW 700, allerdings mit senkrecht stehenden Federn und dadurch verringertem Trägheitsmoment um die Lenkachse.
Längslenker-Hinterachsen finden sich in Kleinwagen wie Citroën 2CV, Renault 4, in Oberklassewagen wie Citroën DS und Mittelklassewagen wie Renault 16 sowie in Leichttransportern Tempo Matador beziehungsweise dem Harburger Transporter. Ebenso in den von Alec Issigonis für BMC nach einheitlichem Schema entworfenen Typen Mini, BMC ADO17 (Austin 1100) BMC ADO17 (Austin 1800).
Die Längslenkerachse wurde bis in die 2000er-Jahre häufig von französischen Herstellern eingesetzt (zum Beispiel im Peugeot 306). Sie wurde dann zunehmend durch die Verbundlenkerachse ersetzt, die bei ähnlicher Kompaktheit die Möglichkeit für ein höheres Momentanzentrum und für eine Verbesserung des Sturzwinkels relativ zur Straße infolge des Wankwinkels bietet.